# Länsväg 262
Länsväg 262 går sträckan Häggvik–Danderyd inom kommunerna Sollentuna och Danderyd i Stockholms län.
Den ansluter till:
- Europaväg E4
- Länsväg 265
- Europaväg E18